# Rivière des Boudreault
Pour les articles homonymes, voir Boudreault.
La rivière des Boudreault est un affluent de la rive nord-ouest du fleuve Saint-Laurent, dans la municipalité des Éboulements, dans la municipalité régionale de comté (MRC) de Charlevoix, dans la région administrative de la Capitale-Nationale, dans la province de Québec, au Canada.
La partie supérieure de cette petite vallée est accessible par le chemin du rang Sainte-Marie (sens Est-Ouest). La partie inférieure est desservie par le chemin Saint-François (côté ouest), la route du Fleuve et la rue Félix-Antoine-Savard ; ces deux dernières routes sont parallèles à la rive du fleuve. La sylviculture et l'agriculture constituent les principales activités économiques de cette vallée. La zone résidentielle de Saint-Joseph-de-la-Rive est située au pied de la falaise, sur la rive nord-ouest de la Baie des Éboulements.
La surface de la rivière des Boudreault est généralement gelée du début de décembre jusqu'à la fin de mars ; toutefois la circulation sécuritaire sur la glace se fait généralement de la mi-décembre à la mi-mars. Le niveau de l'eau de la rivière varie selon les saisons et les précipitations ; la crue printanière survient en mars ou avril.

## Géographie
La rivière des Boudreault prend sa source d'un petit lac non identifié (longueur : 0,05 km ; altitude : 423 m), situé en zone forestière du côté sud du chemin du rang Sainte-Marie, dans Les Éboulements. L'embouchure de ce petit lac est située à :
- 7,9 km au nord-ouest du centre du village des Éboulements ;
- 10,5 km au nord-est du centre-ville de Baie-Saint-Paul ;
- 25,3 km au sud-ouest du centre-ville de La Malbaie ;
- 7,1 km au nord-ouest de l'embouchure de la rivière des Boudreault[1].

À partir de cette source, le cours de la rivière des Boudreault descend sur 9,5 km, avec une dénivellation de 419 m, selon les segments suivants :
- 2,7 km d'abord vers le sud-ouest surtout en zone forestière, puis vers le sud-est en formant un petit crochet vers l'est, jusqu’à la décharge d'un ruisseau (venant de l'ouest) ;
- 3,3 km vers le sud-est en serpentant légèrement, en coupant le chemin Saint-Marc en fin de segment, jusqu’à la route 362 (chemin du Fleuve) ;
- 3,5 km vers le sud-est en dévalant la falaise avec une dénivellation de 306 m, en coupant la rue Félix-Antoine Savard et en coupant le chemin de fer qui longe la rive du fleuve Saint-Laurent, jusqu'à son embouchure[1].

La rivière des Boudreault se déverse dans l'Anse des Boudreault, sur la rive nord-ouest de la Baie des Éboulements, sur la rive nord-ouest de l'estuaire du Saint-Laurent, dans le village de Saint-Joseph-de-la-Rive. Cette embouchure est située à :
- 0,9 km au nord du quai du traversier reliant Saint-Joseph-de-la Rive et l'île aux Coudres ;
- 27,2 km au sud-ouest du centre-ville de La Malbaie ;
- 4,3 km au sud-ouest du centre du village des Éboulements.

## Toponymie
La désignation toponymique "rivière des Boudreault" évoque l'œuvre de vie de Clovis Boudreault, pionnier des Éboulements, et de ses descendants qui s'y résident encore. Jadis, une petite centrale électrique avait été aménagée au pied de la falaise pour la production l'électricité pour les besoins locaux. En amont, près du hameau Blagousse, un nommé Osime (Onésime) Tremblay y a exploité au début du XXe siècle un moulin à carde lequel fut ultérieurement transformé en un moulin à scie puis une fabrique de balais.
Plusieurs variantes toponymiques font partie de l'histoire de ce cours d'eau : Ruisseau du Moulin à Carde, Ruisseau de Blagousse, Ruisseau Osime et Ruisseau Onésime. Par erreur de localisation, il a été dénommé Ruisseau du Seigneur. Rivière de la Pointe et Rivière de la Pointe des Éboulements sont deux autres variantes du nom officiel.
Le toponyme "rivière des Boudreault" a été officialisé le 17 août 1978 à la Banque des noms de lieux de la Commission de toponymie du Québec.